# Santa Catalina Mountains
Santa Catalina Mountains ist ein Gebirge nördlich von Tucson, Arizona. Der Gebirgszug, der oft nur die Catalinas genannt wird, gehört zu den Sky Islands. Die höchste Erhebung der Catalinas ist der Mount Lemmon (32° 27′ N, 110° 47′ W) mit einer Höhe von 2791 Metern. Der Ort Summerhaven am Fuß des Mount Lemmon ist ein Ferienort im heißen Wüstenstaat Arizona. Zugleich befindet sich am Mount Lemmon das südlichste Skigebiet der Vereinigten Staaten. Die Santa Catalina Mountains sind Teil des Coronado National Forest und enthalten das Pusch Ridge Wilderness Area. Die Gegend bietet zahlreiche Ausflugsziele für Touristen wie den Sabino Canyon und den Catalina State Park mit umfangreichen Wandermöglichkeiten.

## Orte am Gebirge
- Sabino Canyon
- Mount Lemmon
- Catalina State Park
- Pusch Ridge Wilderness Area
- Catalina Highway
- Summerhaven

## Berge
- Mount Lemmon
- Mount Bigelow
- Mount Kimball
- Cathedral Rock
- Table Mountain
- Pusch Peak
- Rattlesnake Peak

## Canyons

Panorama der Catalina Mountains von Süden

- Pima Canyon
- Sabino Canyon
- Ventana Canyon
- Esperero Canyon
- Bear Canyon
- Romero Canyon
- Box Camp Canyon